# Neu Morken-Harff
Neu Morken-Harff bzw. Morken-Harff (neu) ist ein Teil von Kaster, einem Stadtteil von Bedburg im Rhein-Erft-Kreis in Nordrhein-Westfalen. Der ursprüngliche Ort Morken-Harff musste bis 1976 aufgrund des Tagebaus Garzweiler und des Tagebaus Fortuna-Garsdorf umsiedeln.

## Geografie
Morken-Harff (neu) grenzt im Norden an Königshoven, im Osten an Kaster, im Süden an Bedburg und Lipp (Bedburg) sowie im Westen an Pütz (Bedburg) und Kirchtroisdorf.

## Geschichte

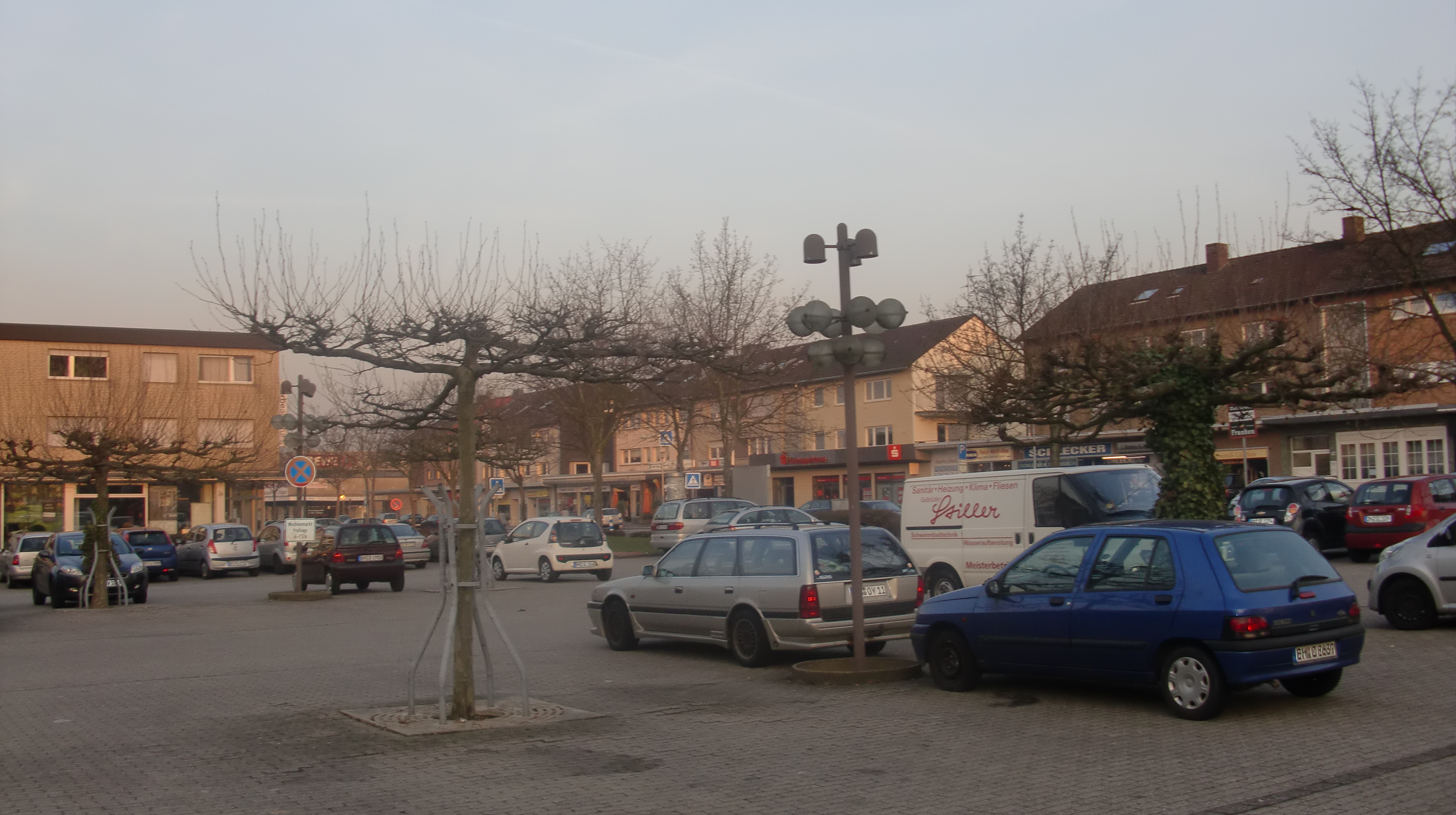
Rathausplatz mit Geschäftsstraße

### Ortsname
Morken ist entweder vom lateinischen Mauracien abstammend, was Ansiedlung der Mauretanier heißt, oder, was wesentlich überzeugender ist, die Ableitung von „Maar“, was Tümpel und Sumpf bezeichnet. In der älteren Schreibweise tritt auch Maerke auf.
Harff leitet sich von „Horr“ und „ouwe“ ab, welches so viel wie Sumpfniederung bedeutet.

### Religion
Die Bevölkerung im neuen Ortsteil ist mehrheitlich katholisch. Eine evangelische Kirche gibt es nicht im Ortsteil, aber im benachbarten Kaster.

### Dorfgeschichte

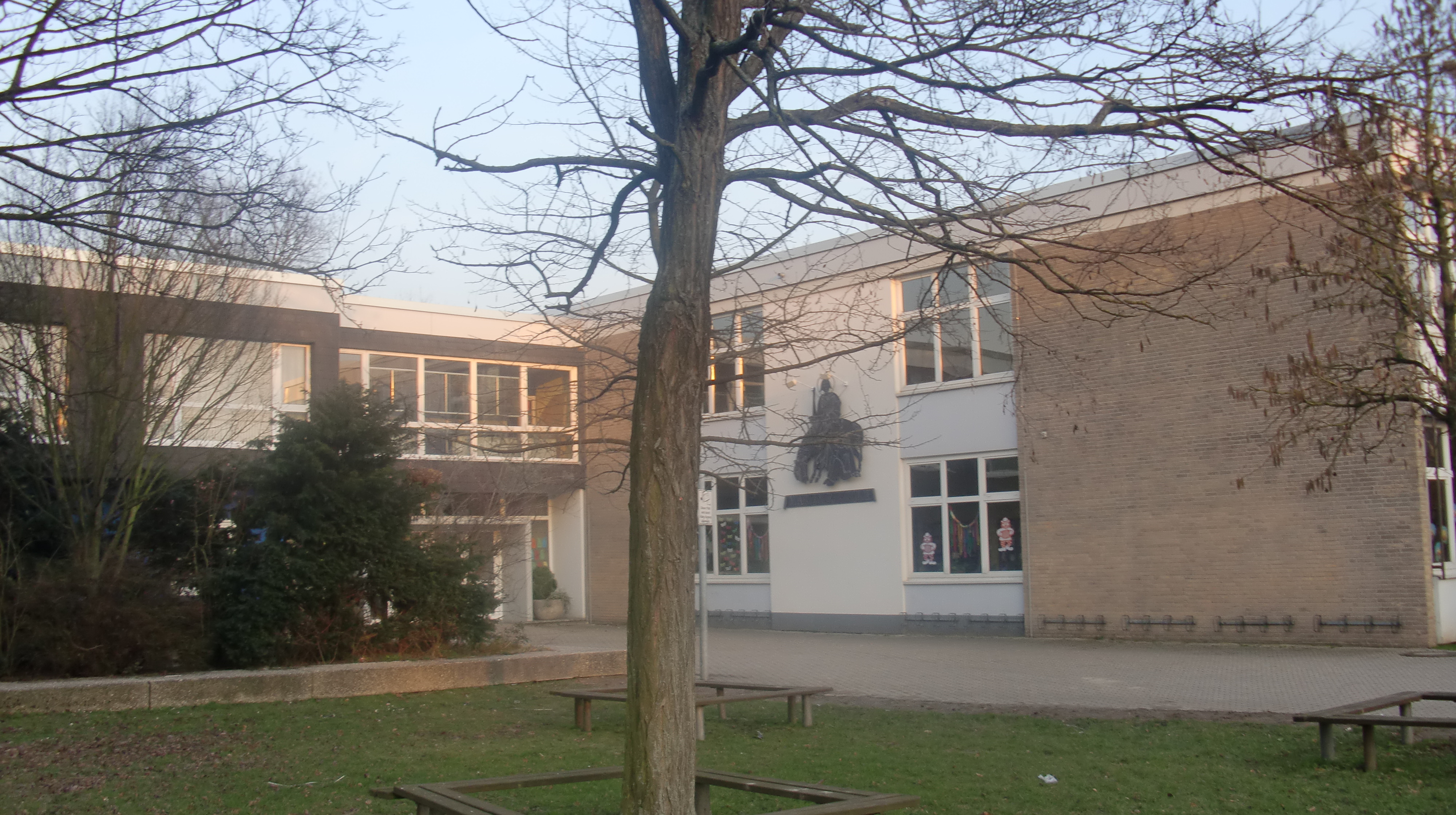
Die Martinus-Schule

Am 14. Mai 1962 wurde das Planungsvorhaben von Roloff an die Architekten Himich und Bremer aus Rheydt übergeben. Diese planten die Dorfstruktur mit überschaubaren Grundstücken und möglichst vielen Grünanlagen wie Parkanlagen, Spielplätze oder breitere Straßen. Viele Nicht-Umsiedler wohnen heute auch im eigentlichen Umsiedlungsort, so musste schon während der Umsiedlung die Fläche von Morken-Harff (neu) vergrößert werden, die ursprünglich geplanten 33 ha reichten nicht mehr aus. Um die Fläche zu vergrößern, wurde im Norden der Ortschaft Königshoven Fläche entnommen.
1970 begann der Bau des neuen Rathauses, welches mit dem neuen Marktplatz an der St.-Rochus-Straße entstand. Am 30. Oktober 1972 war es fertiggestellt. Ab dem 1. September 1971 konnte der neue Kindergarten genutzt werden, direkt neben diesem die neue Schule. Diese bekam neben den Klassenräumen eine großzügige Pausenhalle, Aula, welche auch für Schulgottesdienste und andere Veranstaltungen genutzt werden kann. Die Kosten für den Bau der Schule beliefen sich auf 2,8 Mio. DM, 1,8 Mio. DM mehr als geplant.
Der Bau der St.-Martinus-Kirche begann im selben Jahr, Weihnachten des Jahres 1973 war sie bereits fertig.
Für die Erholung im neuen Ort wurde ein Schwimmbad mit Sauna errichtet. Es wurde nach dem Plan des Architekten Rech aus Hennef (Sieg) gebaut. Deshalb nennt man es auch oft „Hennefer Modell“. Es konnte ab 1974 genutzt werden.
Mit dem Schwimmbad als letztem öffentlichen Gebäude konnte die Umsiedlung ca. 1976 abgeschlossen werden.

## Sehenswürdigkeiten

### St.-Martinus-Kirche
Die Kirche wurde nach den Plänen des Kölner Architekten Rotterdam Jr. errichtet. Die Kirche beherbergt zahlreiche Schmuckstücke aus Morken-Harff: An der Außenmauer wurde die Kreuzigungsgruppe vom Morkener Kalvarienberg eingebaut, vor der Kirche steht die alte Turmspitze aus der alten Kirche in Morken-Harff, welche 1894/95 erbaut und 1974 abgerissen wurde, im Kirchpark steht auch eine alte Glocke aus der ehemaligen Doppelortschaft. Über dem Eingang der Kirche wurde das alte Mosaik vom Haupteingang der alten Kirche in Harff eingebaut, es zeigt den Hl. Martin, auf den die Pfarrkirche in Morken-Harff geweiht wurde. Im Inneren der Kirche beherbergt St. Martinus einen Beichtstuhl aus Eichenholz aus dem 19. Jahrhundert, eine Kanzel aus Eichenholz von 1760 und die Simonsorgel, erbaut 1985, mit 30 Registern. Die Kreuzwegstation, welche schon die alte Pfarrkirche schmückte, wurde von einer Privatperson vor dem Abbruch der Kirche befreit und vor dem Einmauern in die neue Mauer gründlich restauriert und saniert. Diese Kreuzwegstation wurde von Jean Sauer 1895 in Aachen angefertigt, in französischem Sawagem-Stein. In der Kirche befinden sich noch zahlreiche Heiligenfiguren, welche größtenteils aus dem 15. Jahrhundert stammen.

### Morkener Kreuzigungsgruppe

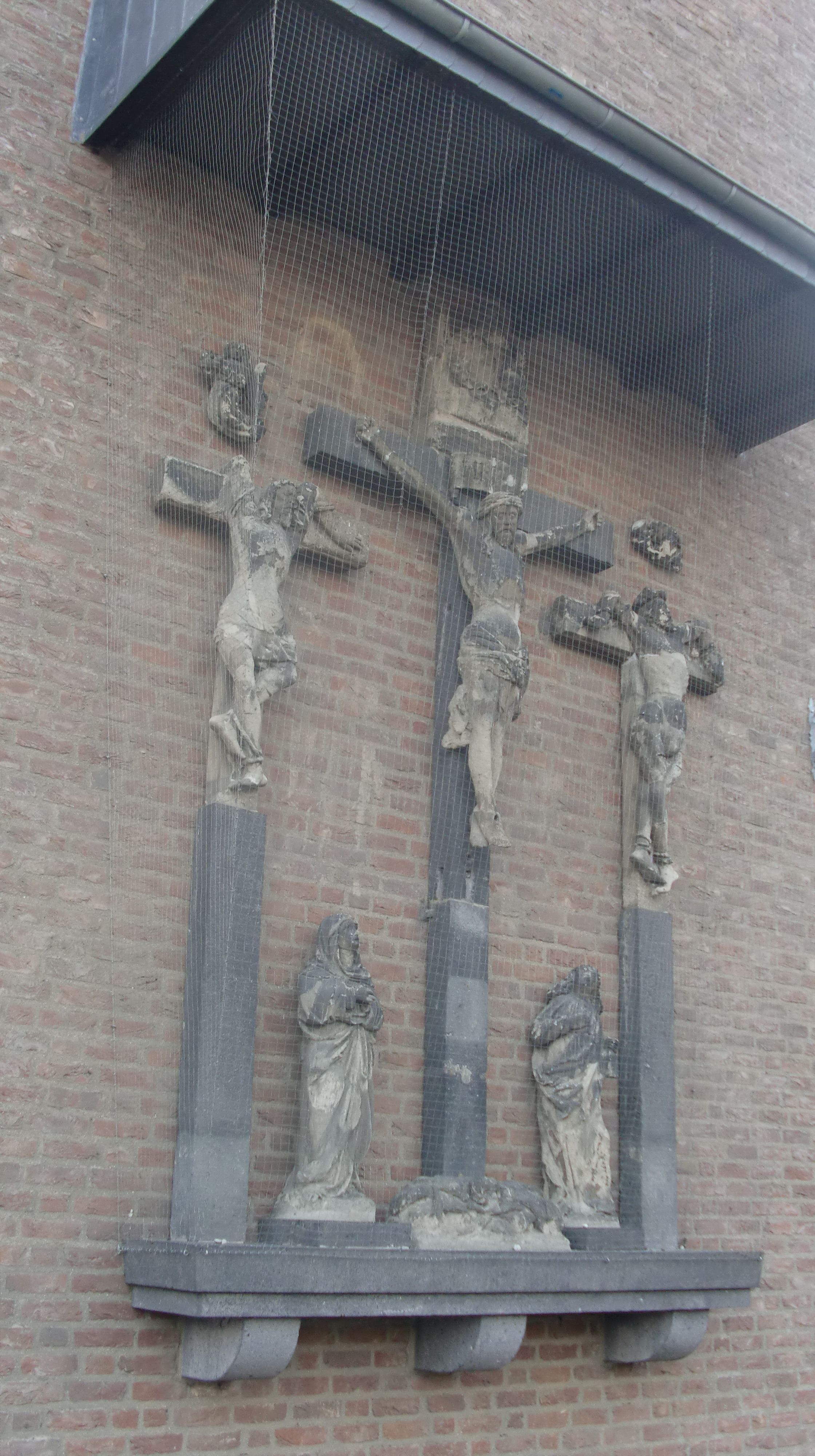
Die Morkener Kreuzigungsgruppe

Die Kreuzigungsgruppe stand im alten Dorf vor der Errichtung des Morkener Kalvarienbergs auf dem Friedhof der Pfarrgemeinde. Die Errichtung des Morkener Kalvarienberges wurde 1531 durch die damaligen Besitzer des Schlosses Harff in Auftrag gegeben. Sie ließen als Erinnerung an ihre Tat das Wappen in die Kreuzigungsgruppe einmeißeln. Die Kreuzigungsgruppe wurde mit an den Umsiedlungsort bei Kaster gebracht und hier an der Mauer der neuen Kirche St. Martin aufgestellt.

### Wegekreuz der Mirbachs
An Schloss Harff und dessen Besitzer gibt es im Umsiedlungsort nur eine Erinnerung, das Wegekreuz der Mirbachs; es stand hinter dem heutigen Kasterer Rathaus am Marktplatz. Es wurde vor der Umsiedlung von Graf Antonius von Mirbach-Harff der Stadt Bedburg übergeben und hier aufgestellt.

Im Jahre 2010 wurde es, durch Patenschaftsübernahme der Morken-Harffer Schützen, in den Spless versetzt und seither gepflegt.

Auf dem Denkmal sind folgende Inschriften zu lesen:

#### Nordseite
Keine Sünde mehr!

-

Andenken an die Mission

gehalten zu Caster vom

6ten bis 20ten him 1852.

Eingeweiht den 3 Mai 1853

-

Wer vor diesem Kreuze 5 Vater

unser, 5 Ave Maria, 5 Ehre sei

dem Vater andächtig betet, ge-

winnt einen Ablasz von 5 Jahren.

#### Südseite
In Andenken an Johann Wilhelm

Graf Mirbach zu Harff hat seine

Frau, Antonette Gräfinn Wolff-

Metternich zu Gracht errichtet

dieses Kreutz auf dieser Stelle 

zur Ehre Gottes und Aneiferung

der Andacht, weil es immer seine

und ihre Absicht gewesen, und ist

jetzt am vorbenannten Tage aus

geführt wurden, vereint mit der

Erinnerung an die Mission,

Gedenket unserer im Gebet.

### Andere Kleindenkmäler
Ebenfalls an die alte Heimat erinnert die Kreuzigungsgruppe aus Omagen, einem Weiler, zu dem auch Haus Omagen gehörte.
An der Harffer Schlossallee wurde die Marienkapelle errichtet. In einer Grünanlage zwischen dem Umsiedlungsort und dem benachbarten Königshoven steht das alte Harffer Friedhofskreuz.

## Verkehr

### Eisenbahn
Der nächste Bahnhof liegt in Bedburg. Von dort aus verkehrt die Erft-Bahn nach Horrem bzw. Köln und Neuss über Grevenbroich.

### Straßen
Die nächste Autobahnauffahrt ist in Lipp und heißt Bedburg. Durch den Ort verläuft die Kreisstraße 36 und am Ort vorbei die Landstraße 279.

### Busverbindungen
Im Ort gibt es die Bushaltestellen Kaster Rathaus und Schützendelle.

## Naherholung und Freizeit
Im Ortsteil gibt es ein Schwimmbad und ein Jugendheim. Bei Alt-Kaster liegt der Kaster See, durch den Tagebau entstanden. In Kaster bzw. Umsiedlungsbereich von Neu-Epprath gibt es zwei Sportplätze. In Kaster ist ein Tennisplatz.

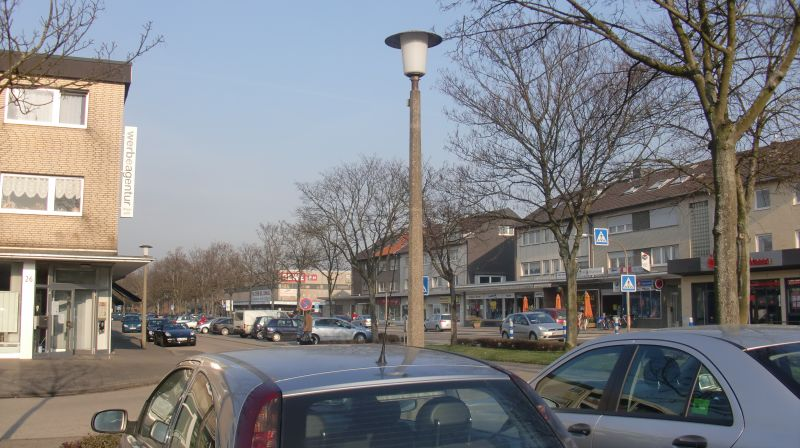
Ortskern 2011

## Einrichtungen
- Jugendheim und Bücherei
- Schule und Kindergarten
- Rathaus